# 内环境
内环境 （法語：milieu intérieur）指由细胞外液构成的液体环境。最早被克洛德·贝尔纳提出用来描述保护生物多细胞组织、器官功能及生理稳定的细胞外液环境。

## 起源
贝尔纳从他1854年起的作品开始使用这个短语，直到他1878年去世。他很可能采纳了组织学家Charles Robin曾说过的一句话“milieu de l'intérieur”，而这句话是用来表述希波克拉底的體液學說。伯纳德最初只把它用于与血液有关的作用，但后来他联系到了整个躯体，包括确保内环境稳定的作用。他用如下话语做了总结：
对有机体来说，一个稳定的环境是完美的，外部带来的变化都会在瞬间得到代偿及平衡……哪怕他们会变化，这些机制最重要的目的就是保持内部环境的理化环境稳定……内环境的稳定是自由及独立生活的基础。

## 作用
内环境保持稳态对机体有着非常重要的作用。内环境的理化性质，如温度、pH值、渗透压以及各种液体成份等的相对恒定状态，对细胞的各种代谢活动的酶促反应起着稳定环境的作用，以及保持细胞的渗透压、离子浓度及酸碱度的恒定。